# 景东细莴苣
景东细莴苣（学名：Stenoseris leptantha）为菊科细莴苣属的植物，是中国的特有植物。分布于中国大陆的云南等地，生长于海拔2,550米的地区，常生长在潮湿山坡，目前尚未由人工引种栽培。